# Духовичанські дуби
Духовнича́нські дуби́ — ботанічна пам'ятка природи місцевого значення в Україні. Об'єкт розташований на території Чупахівської селищної ОТГ Охтирського району Сумської області, в селі Духовниче. 
Площа — 0,1 га, статус отриманий у 2018 році. 
У межах лісової ділянки зростають 2 дерева дуба звичайного віком близько 400 років. 
Також мешкає вид комах, занесений до Червоної книги України — жук-олень.